# Cantó de Yenne
El cantó de Yenne és un cantó francès del departament de la Savoia, situat al districte de Chambéry. Té 14 municipis i el cap és Yenne.

## Municipis
- La Balme
- Billième
- La Chapelle-Saint-Martin
- Jongieux
- Loisieux
- Lucey
- Meyrieux-Trouet
- Ontex
- Saint-Jean-de-Chevelu
- Saint-Paul-sur-Yenne
- Saint-Pierre-d'Alvey
- Traize
- Verthemex
- Yenne

## Història
| Data d'elecció                           | Identitat        | Partit        | Qualitat |
| ---------------------------------------- | ---------------- | ------------- | -------- |
| 1945-1956                                | Robert Barrier   | UDSR          |          |
| 1956-1961                                | Michel May       | Divers droite |          |
| 1961-1967                                | Michel Trousseau | Divers droite |          |
| 1967-1992                                | Albert Carron    | Divers droite |          |
| 1992-2004                                | René Carron      | Divers droite |          |
| 2004-2011                                | Maurice Michaud  | Divers droite |          |
| 2011-                                    | René Padernoz    | EELV          |          |
| les dades anteriors no són pas conegudes |                  |               |          |
|                                          |                  |               |          |

## Demografia
| 1882                                            | 1926 | 1962 | 1968 | 1975 | 1982  | 1990  | 1999  | 2008  |
| ?                                               | ?    | ?    | ?    | ?    | 4.577 | 5.091 | 5.697 | 6.707 |
| ----------------------------------------------- | ---- | ---- | ---- | ---- | ----- | ----- | ----- | ----- |
| A partir de 1990: Població sense dobles comptes |      |      |      |      |       |       |       |       |